# بولفينية كورية
بولفينية كورية (الاسم العلمي:Paulownia coreana) هي نوع غير مؤكد من النباتات تتبع جنس البولفينية من فصيلة البولفينية.